# 老懵董角色列表
以下是老懵董系列的角色列表。

## 主要角色

### 老懵董
老懵董，姓老，名懵董，號老懵，又號又老又懵，生於西非贊比亞，年約60-70歲，是老懵董公司的老闆。老懵董實是諷刺香港特別行政區首屆特首董建華的人物。
傅姿燦翻查歷史 / 預測，由公元前2400年至公元2047年，都沒有一個人與之相似。老懵董笑話中，有人說老懵董與魯哀公、宋哀帝、李後主、夏桀、商紂等。書中，亦有人說老懵董是現存人物，即董建華。老懵董是老懵董公司的老闆，與現實世界的董建華於2005年中途請辭不同，當時預測他會於2007年7月1日第二屆政府任期完結才會下台。

### 組織
- 老懵董公司

### 語錄
- 老懵董永遠是對的。
- 老懵董好，成哥好。成哥好，老懵董更好！
- 意見接受，作風依舊！港人自治，你死你事！
- 我唔相信做多些運動可以令多餘的肉消失！你看我的老婆，她已經由早到晚不停說話，還都是有一個雙下巴？
- 改多错多，讲多错多，做多错多，人多错多
- 好好好，聽唔到！哦哦哦，當你傻！得得得，買耳塞！係係係，當無謂！
- 我一腳踢走陳太！我再踢走晒所有高官！咁如果我再失敗呢？咁我唯有將全港七百萬市民都踢走啦！
- 我會做埋未來這五年！
- 有方向，即係岩岩諗到！計劃緊，即係開緊會！需要一點時間，即係開左會，冇結果！
- 香港好中國好、中國好香港好！

## 老懵董公司
老懵董公司，是老懵董中的一間虛構公司，老懵董為其董事長、集團最高領導和集團的權力中心。運輸部部長。。

### 老懵太
老懵太，老懵董的妻子，肥胖且脾氣暴躁，為人傲慢且自私，而老懵董常屈居其下。但老懵太經常當眾成為笑柄。老懵太實是諷刺董建華妻子董趙洪娉的人物。康樂部部長。

### 大姐儀
大姐儀，是香港作家、漫畫家傅姿燦筆下的虛構人物，實是諷刺前保安局局長葉劉淑儀的人物。
大姐儀是一位於老懵董中最令人開心的角色，因為員工見到大姐儀的頭髮便不能不笑。她亦是負責殲滅示威者的員工（因其諷刺的是保安局局長葉劉淑儀），並擁有公司大姐儀態殲體專門店。大姐儀也是人氣偶像4 Stupid成員之一。茶水部部長。

### 煲呔權
煲呔權，又稱權仔，實是諷刺香港特別行政區第二屆特首曾蔭權的人物，擁有煲呔投資有限公司。基建部部長及賬房管理員。

### 震鸚哥
震鸚哥，實是諷刺前行政會議召集人梁振英的人物。

### 詩姑
詩姑，又稱花心詩，維修部部長。擁有詩姑主理。詩姑實是諷刺前律政司司長梁愛詩的角色。

### 苗叔
苗叔，營運部部長。

### 細路祥
細路祥，採購部部長。實是諷刺已故行政長官辦公室高級特別助理路祥安。

### 星爺
星爺，宣傳部部長。

### 排骨松
排骨松，行政部部長。擁有阿松眼鏡公司和排骨松自己友傳訊。實是諷刺前財政司司長梁錦松的人物。

### 北大人
北大人，老懵董之上司，實是諷刺中央政府的人物。

### 肥倫
肥倫，公關總監，擁有肥倫家務助理。